# José Luis Bustamante y Rivero

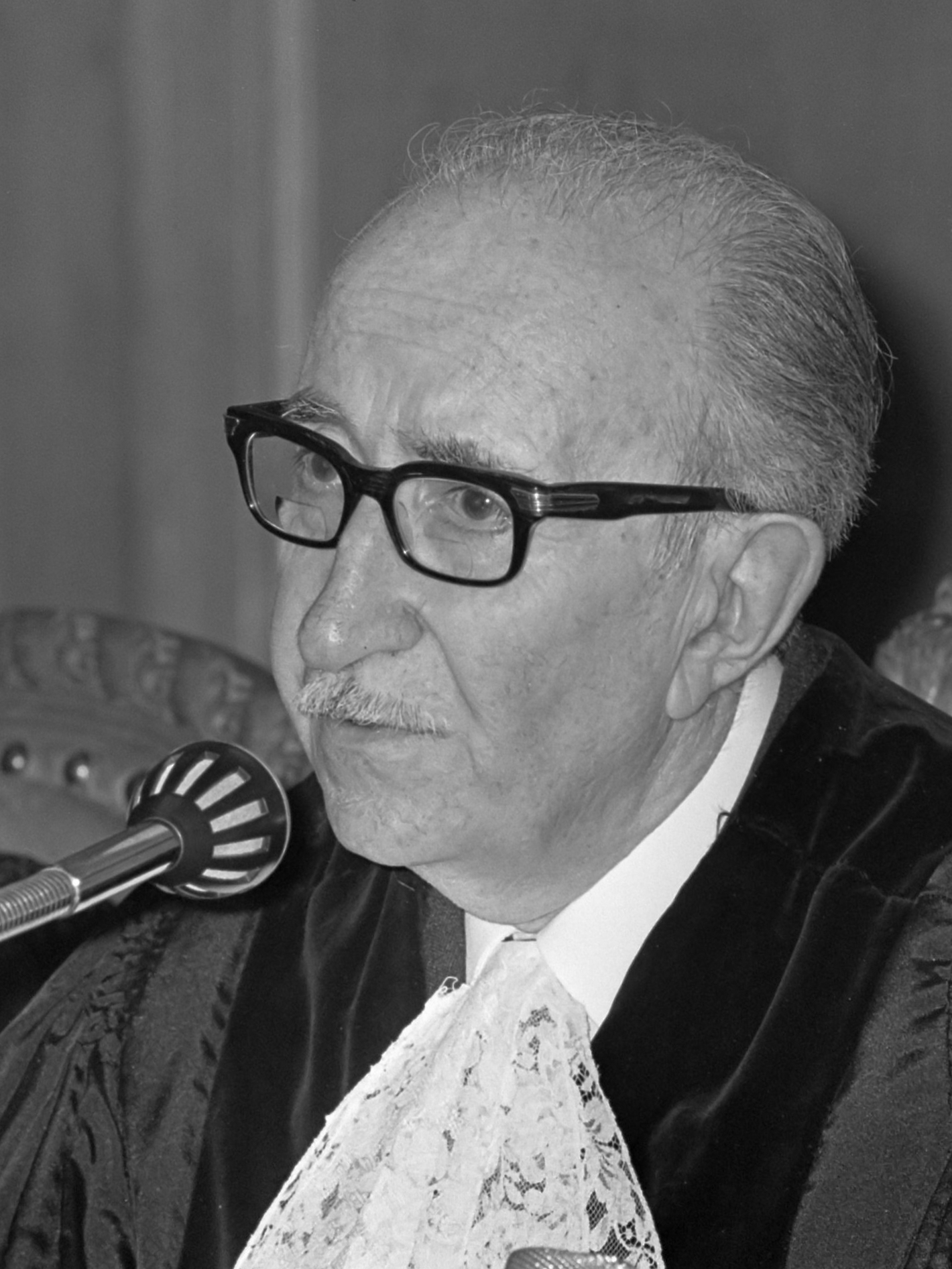
José Luis Bustamante y Rivero (1968)

José Luis Bustamante y Rivero (* 15. Januar 1894 in Arequipa; † 11. Januar 1989 in Lima) war ein peruanischer Politiker, Rechtsanwalt und Schriftsteller. Von 1945 bis 1948 war er Präsident von Peru.

## Leben
Seine Schulausbildung absolvierte José Luis Bustamante y Rivero am San José in Arequipa. Er studierte an den Universitäten San Agustín de Arequipa und San Antonio Abad del Cusco, wo er seinen Bachelor- und Doktortitel in Jurisprudenz erwarb; später auch einen Doktortitel in Literatur. Außerdem erhielt er die Titel eines Anwalts und Doktors der Politik- und Wirtschaftswissenschaften (1929).  Von 1921 bis 1934 war er Professor in Arequipa. Neben anderen bedeutenden öffentlichen Ämtern übernahm er 1930 den Posten des Erziehungsministers in der Regierung von Luis Miguel Sánchez Cerro. Außerdem war er Botschafter in Bolivien und bevollmächtigter Minister in Uruguay.
1945 gewann José Luis Bustamante y Rivero die Präsidentschaftswahl als Kandidat des Frente Democrático Nacional (mit Unterstützung der linksgerichteten APRA). Er regierte mit einer in der peruanischen Geschichte seltenen Rechtstreue, worauf seine Regierung 1947 Unterstützung der APRA verlor und unter den Druck des Militärs geriet. 1948 wurde er in einem Staatsstreich vom damaligen Minister Manuel A. Odría gestürzt und ins Exil geschickt.
1956, nachdem die acht Jahre währende Regierungszeit von Odría geendet und Manuel Prado y Ugarteche die Regierung übernommen hatte, kehrte er nach Peru zurück. Von da an übernahm er wieder öffentliche Ämter wie 1960 das des Außenministers. Von 1961 bis 1970 war er Richter am Internationalen Gerichtshofs in Den Haag und von 1967 bis 1970 Präsident dieses Gerichts.
José Luis Bustamante y Rivero war entfernt mit dem Schriftsteller und späteren Präsidentschaftskandidaten Mario Vargas Llosa verwandt.
José Luis Pablo Bustamante y Rivero war ein ehrlicher Mann, ein Gentleman, gut gekleidet und mit eleganten Schritten. Dieser in Arequipa geborene Mann wurde für nur drei Jahre Präsident von Peru, gewann jedoch in dieser Zeit den Respekt vieler. Besonders hervorzuheben ist seine Verwaltung für die Ausdehnung der peruanischen Souveränität auf 200 Seemeilen, ein historisches Ereignis.

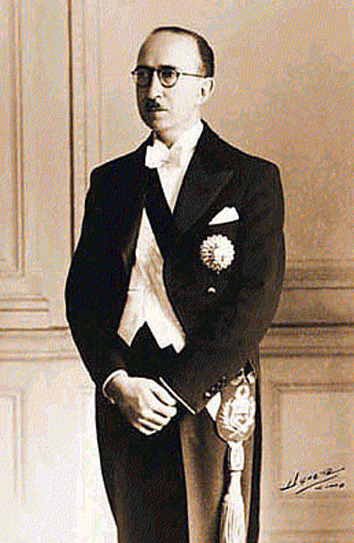
Jose Luis Bustamante y Rivero During „Estudios en universidades de Cusco y Arequipa.“

## Akademische und Frühe Politische Laufbahn
Bustamante y Rivero begann seine berufliche Laufbahn im Bildungsbereich und unterrichtete zwischen 1921 und 1934 an der San Agustín in Fächern wie Philosophie, Geografie, Geschichte und Prozessrecht. Seine akademische Karriere wurde jedoch unterbrochen, als er alle seine Lehrstühle aufgeben musste, nachdem die Regierung von Augusto Leguía die Universität übernahm. Er beteiligte sich an einer militärischen Bewegung, die von Oberstleutnant Luis M. Sánchez Cerro in Arequipa initiiert wurde, und diente als politischer Sekretär der dort organisierten revolutionären Junta.

## Präsidentschaft und Politische Herausforderungen
Seine Amtszeit als Präsident von Peru dauerte nur drei Jahre, aber diese waren geprägt von bedeutenden Ereignissen und Herausforderungen. Bustamante y Rivero, bekannt für seine Ehrlichkeit, seinen Gentleman-Stil, seine gute Kleidung und eleganten Bewegungen, wurde in den Wahlen von 1945 zum verfassungsmäßigen Präsidenten von Peru gewählt. Während seiner Amtszeit wurde die Regierungsverordnung Nr. 781 vom 1. August 1947 erlassen, welches die 200 Meilen des peruanischen Meeres festlegte, um den vorhandenen Fischreichtum zu bewahren und zu schützen. Seine Regierung wurde jedoch am 27. Oktober 1948 durch eine militärische Bewegung in Arequipa, angeführt von General Manuel A. Odría und mit Unterstützung von General Zenón Noriega, beendet.

## Die Doktrin der 200 Meilen
Ein wesentlicher Aspekt seiner Präsidentschaft war die Annahme der Doktrin der 200 Meilen am 1. August 1947, die das Recht auf Nutzung der marinen Ressourcen als Teil der maritimen Souveränität Perus in einer Ausdehnung von 200 Meilen proklamierte. Diese Doktrin wurde 1945 vom US-Präsidenten Harry Truman aufgestellt und von den Regierungen von Peru, Chile und Ecuador übernommen, obwohl Großmächte nur drei bis zwölf Meilen als Territorialgewässer anerkannten.

## Schriftstellerische Tätigkeit
Neben seiner politischen Laufbahn war Bustamante y Rivero auch als Schriftsteller tätig. Einige seiner bemerkenswertesten Werke sind „Visión del Perú“ (1941), „Tratado de derecho internacional“ (1943), „Tres años de lucha por la democracia en el Perú“ (1949), „Mensaje al Perú“ (1955) und „Las clases sociales en el Perú“ (1956).